# 埃尔萨谷口村主教座堂
43°25′21.14″N 11°07′13.40″E / 43.4225389°N 11.1203889°E

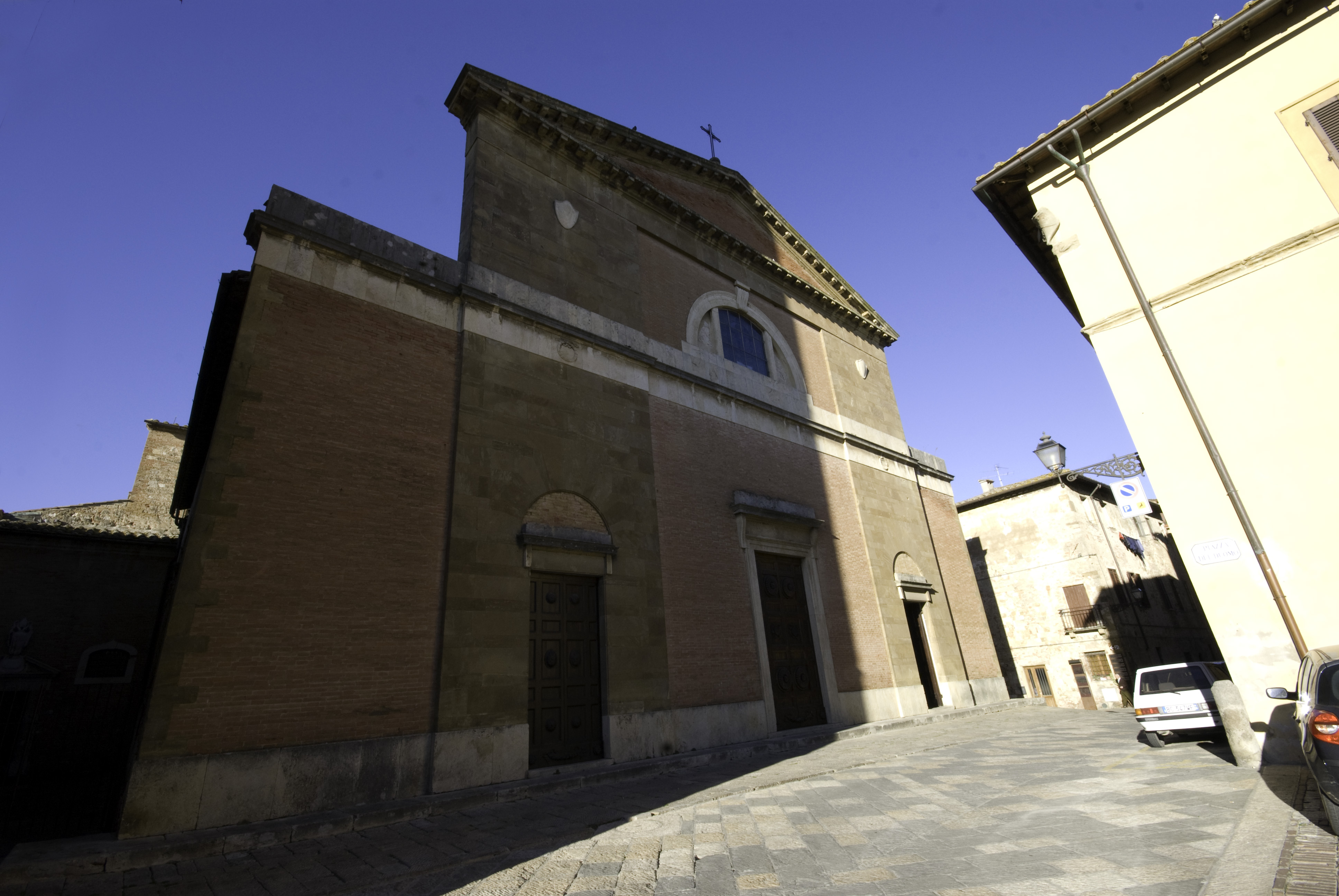
立面

埃尔萨谷口村主教座堂 (義大利語：Duomo di Colle di Val d'Elsa; Concattedrale dei Santi Alberto e Marziale) 是一座罗马天主教的 主教座堂，位于意大利托斯卡纳大区锡耶纳省埃尔萨谷口村。原为圣救主堂（San Salvatore），现在奉圣亚尔伯和圣马休尔为主保圣人。自1592年年起为天主教埃尔萨谷口村教区的主教座堂，现在是天主教锡耶纳-埃尔萨谷口村-蒙塔尔奇诺总教区的共主教座堂。

## 历史
埃尔萨谷口村教区成立于1592年，第一位主教乌西姆巴多·乌西姆巴迪委托建筑师福斯托·鲁格西设计新的主教座堂。1603年教堂动工兴建，位于旧圣救主堂的原址，后者是在11世纪由比萨工人扩建。建筑为希腊十字平面，有一个中殿和两个侧廊，由矩形墩柱分为四个隔间。耳堂各由两个大型小堂环绕。司祭席上方有一个穹顶。中殿、耳堂和两侧8座小堂使用筒形拱顶，而侧廊采用十字拱顶。
朴素的新古典主义立面是阿戈斯蒂诺·范塔斯蒂齐的作品，主要使用砖砌，由两个砂岩凸起区域隔断，包含侧门，在石灰华飞檐下，沿着二楼底部的正面延伸。龕楣有凹进的三角形框架。第二任主教科西莫·格拉德斯卡为这座新建筑提供了必要的用具。咏经席仍然是西尔维斯特罗·塞拉梅利于1628年制作的原作。在米诺·达·菲索莱的一个帐幕内，有一颗据称用于耶稣被钉十字架的钉子。